# Plateau des Tailles

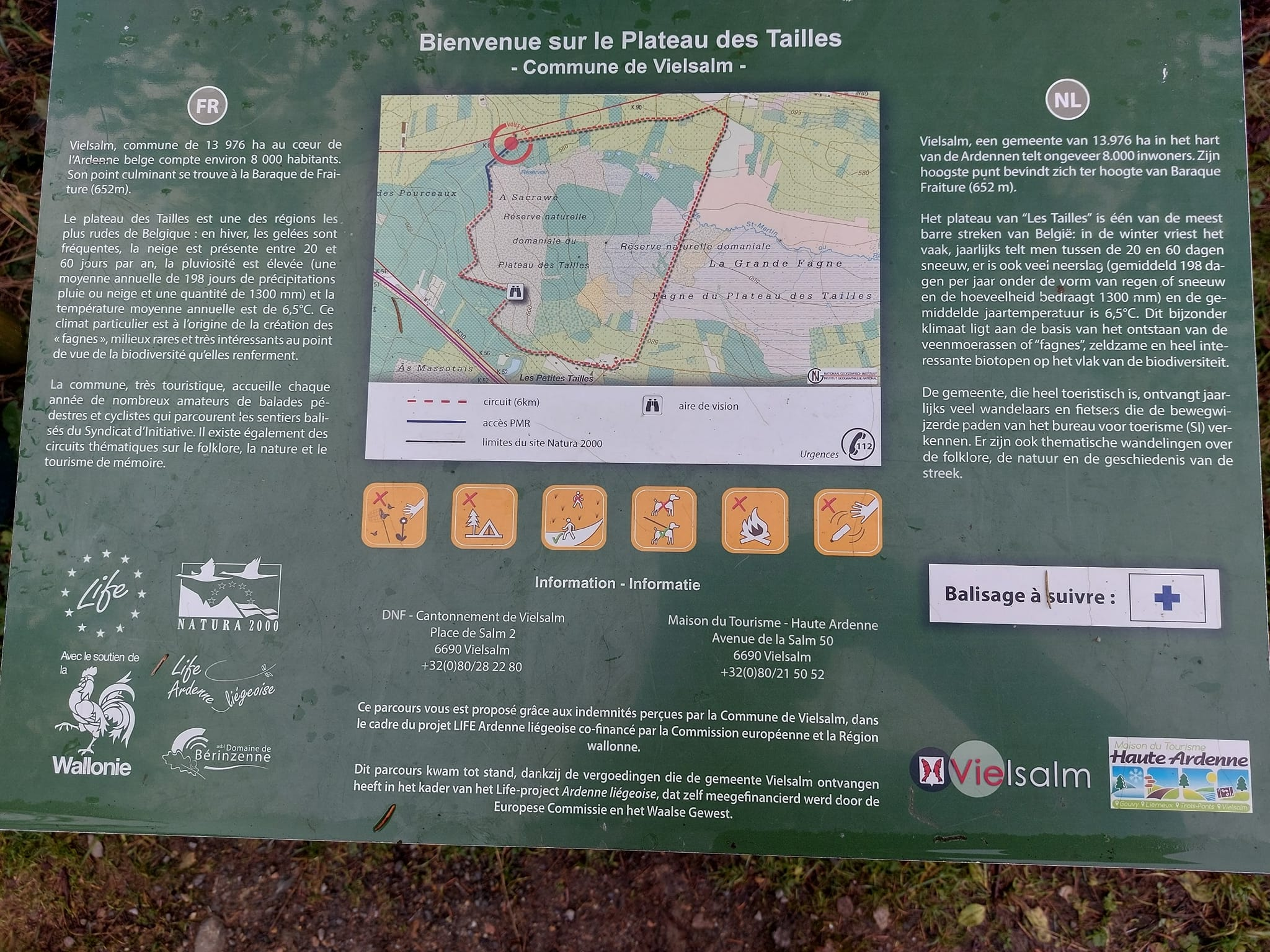
Plateau des Tailles

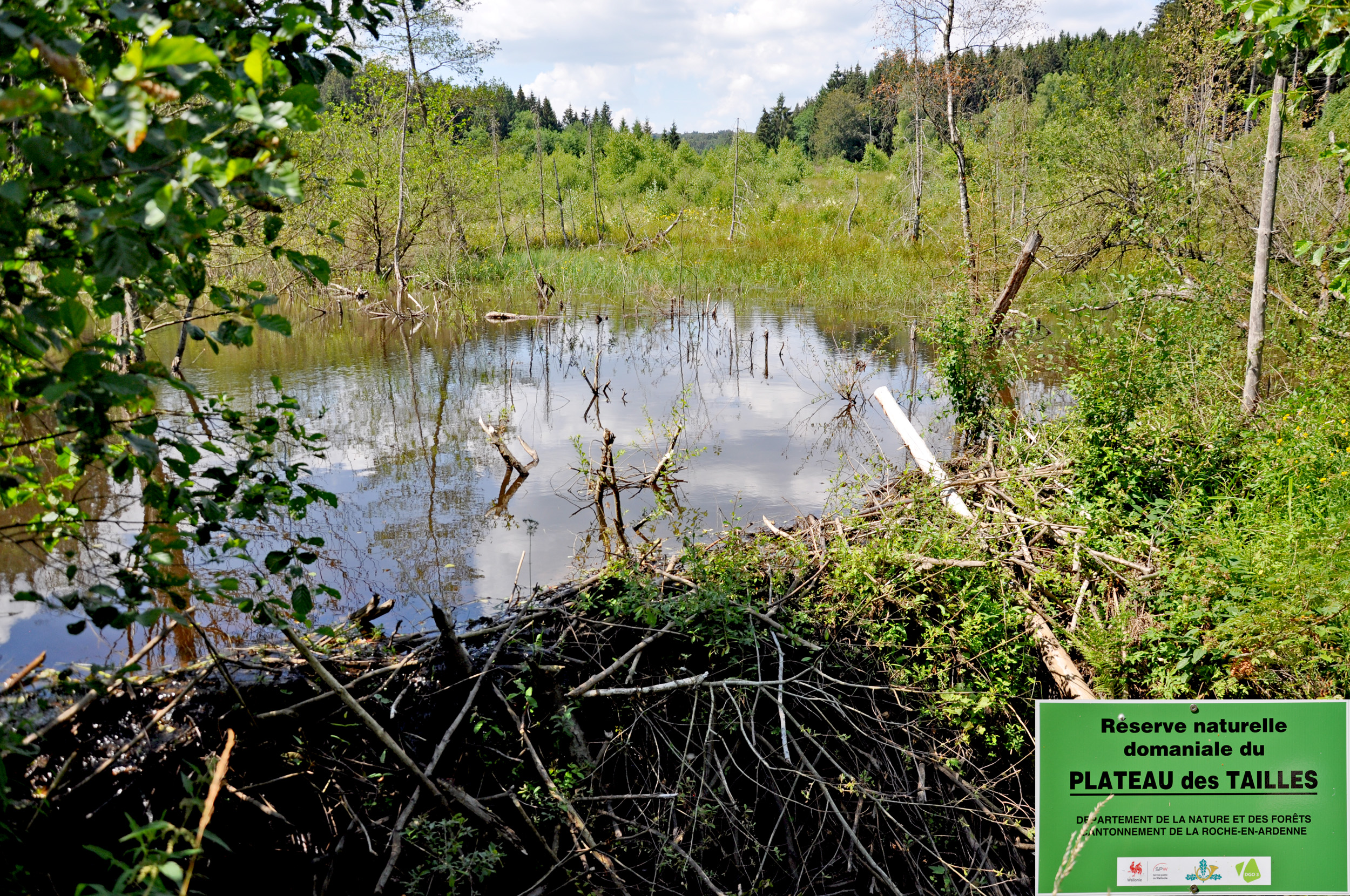
Natuurpark van de twee Ourthes, Plateau des Tailles

Het Plateau des Tailles is een hoogvlakte in het Natuurpark van de twee Ourthes in het Belgische massief van de Ardennen. Het hoogste punt van het plateau, tevens het hoogste punt van de provincie Luxemburg is de Baraque de Fraiture (652 m).
Het plateau is gelegen in de gemeenten Manhay, La Roche-en-Ardenne, Houffalize en Vielsalm (provincie Luxemburg) en Lierneux (provincie Luik). De dorpen  Tailles, les Petites-Tailles, Bihain, Regné, Fraiture en Odeigne liggen aan het plateau. Het Plateau des Tailles ligt zo'n dertig kilometer ten westen van het grotere en hogere plateau van de Hoge Venen.
Het landschap bestaat uit bossen en veenmoerassen. Tussen 2006 en 2010 werd een Life-project uitgevoerd, waarbij 600 hectare veen en 150 hectare loofbos werd hersteld. 